# Ajrapet Minasijani
Ajrapet Minasijani (* 7. září 1956 Suchumi – 12. dubna 2006 Soči) je bývalý sovětský a gruzínský (abchazský) zápasník – klasik, arménské národnosti.

## Sportovní kariéra
Zápasení se věnoval od 10 let v rodném Suchumi pod vedením Vagaršaka Maškalijaniho. Na vysokou školu šel studovat v 19 letech do arménského Jerevanu a zároveň přestoupil do místního tréninkového centra Dinamo. V sovětské mužské reprezentaci se pohyboval od roku 1977 ve váze do 90 kg, ve které soupeřil o post reprezentační jedničky s Viktorem Avdyševem. V roce 1980 však prohrál nominaci na domácí olympijské hry v Moskvě s běloruským Igorem Kanyginem. Proti Kanyginovi se v dalších letech v reprezentaci neprosazoval a v roce 1984 ukončil sportovní kariéru. Věnoval se trenérské práci v Suchumi.
V roce 1991 se po nepokojích v Suchumi a rozpadu Sovětského svazu přesunul do ruského Soči, kde pokračoval v trenérské práci. Zemřel v roce 2006.

## Výsledky
| Turnaj             | 1974 | 1975 | 1976 | 1977 | 1978 | 1979 | 1980 |
| Turnaj             | 18   | 19   | 20   | 21   | 22   | 23   | 24   |
| Turnaj             | -90  | -90  | -90  | -90  | -90  | -90  | -90  |
| ------------------ | ---- | ---- | ---- | ---- | ---- | ---- | ---- |
| Olympijské hry     |      |      | —    |      |      |      | —    |
| Mistrovství světa  | —    | —    |      | —    | —    | —    |      |
| Mistrovství Evropy | —    | —    | —    | 3.   | —    | 6.   | —    |
| ME nadějí          | 2.   |      | 1.   |      |      |      |      |